# Enrico Fenzi
Enrico Fenzi (Bardolino, 19 febbraio 1939) è un italianista ed ex brigatista italiano.

## Biografia
Esercitò la professione di docente di letteratura italiana presso l'Università degli Studi di Genova.
Dal 1976 aderì alla struttura delle Brigate Rosse, nella Colonna di Genova, entrando in contatto prima con Rocco Micaletto e poi con Luca Nicolotti. Prese parte con un ruolo di copertura, insieme ad altri tre brigatisti, Nicolotti, Francesco Lo Bianco e Livio Baistrocchi, al ferimento del dirigente dell'Ansaldo e membro del PCI Carlo Castellano.
Arrestato una prima volta a Genova il 17 maggio 1979, fu assolto nel 1980 "perché il fatto non sussiste", il fatto cioè che i quindici imputati, Fenzi compreso, costituissero una banda imprecisata e "qualunque". Una aberrazione giuridica e un depistaggio di fatto che inficiò anche gli elementi indiziari raccolti a suo carico con le presunte rivelazioni di Francesco Berardi, confermate in un drammatico capitolo dell'autobiografia politica. Fenzi fu nuovamente arrestato a Milano il 4 aprile 1981, assieme ai brigatisti Tiziana Volpi, Silvano Fadda e Mario Moretti. Durante la sua prima detenzione ebbe modo di entrare in contatto con i più importanti esponenti del cosiddetto "nucleo storico" delle Brigate Rosse, in particolar modo con Renato Curcio e Alberto Franceschini..  In un evento del 2015 sulla memoria degli anni Settanta e dedicato a Fenzi, promosso dal sacerdote Don Farinella, Fenzi richiamò come motivo principale o importante della piena adesione militante alle BR nel 1980 la memoria del padre, giovane aderente al Partito Comunista d'Italia, classista e rivoluzionario, non meno che antifascista, Enrico Fenzi senior, arrestato con altri militanti nel 1930 e condannato al confino.
Il professore era stato attivo nel movimento delle occupazioni del 1968 e seguenti, particolarmente legato al movimento di Magistero dove aveva molti amici come lui usciti dal PCI per dissenso non solo politico ma morale e di primato dell'intelligenza, poi inizialmente soprattutto a Gianfranco Faina che gli fece avere, alla metà del '75, i primi contatti solo conoscitivi con un BR. Faina lasciò le BR per costituire Azione Rivoluzionaria. Fenzi aderì alle BR ancora solo come irregolare e fra l'arresto di Berardi e il blitz del generale Dalla Chiesa fu praticamente congelato e poi attivo nella difesa processuale dagli addebiti reali e da quelli ipotetici, i primi costituiti dai contatti con Berardi, i secondi dalla banda anarcoide di cui i Carabinieri lo avevano messo alla testa. Fu assistito dall'avvocato Arnaldi e poi da avvocati del sud, di area socialista garantista. Sempre incoraggiato in questo dalla compagna e poi moglie Isabella Ravazzi che fu fra le più attive nei controprocessi, in primo e secondo grado.
È autore di Armi e bagagli - Un diario dalle Brigate Rosse, considerato, per il valore della scrittura, la biografia sull'argomento di maggior valore letterario, nullo però essendo, come da Fenzi quasi rivendicato, il suo apporto ideologico. Enrico Fenzi è stato spesso indicato come l'unico intellettuale passato alle Brigate Rosse, insieme al cognato Giovanni Senzani. Nel 1995 ha partecipato al documentario di Marco Bellocchio Sogni infranti. Dissociatosi dalla lotta armata già nel 1982, è stato in libertà provvisoria dal 1985 fino al 1994.

### Dopo il carcere
Nuovamente impegnato negli studi di filologia e letteratura italiana con diverse pubblicazioni, è uno stimato studioso a livello internazionale di Dante Alighieri e Francesco Petrarca. In alcuni casi la sua partecipazione a convegni in qualità di studioso di letteratura ha incontrato ostacoli, come a Genova nel 2011, ed è stata all'origine di polemiche scaturite dal suo passato legame con le Brigate Rosse.

## Opere principali

### Monografie
- Dall'"Africa" al "Secretum". Nuove ipotesi sul "Sogno di Scipione" e sulla composizione del poema, in Giuseppe Billanovich e Giuseppe Frasso (a cura di), Il Petrarca ad Arqua. Atti del Convegno di studi nel VI Centenario. (1370-1374). (Arqua Petrarca, 6-8 nov. 1970), Padova, Antenore, 1975.
- Armi e bagagli. Un diario dalle Brigate rosse, Genova, Costa & Nolan, 1987. ISBN 88-7648-057-9; 1998. ISBN 88-7648-316-0.
- La canzone d'amore di Guido Cavalcanti e i suoi antichi commenti, a cura di, Genova, Il Melangolo, 1999. ISBN 88-7018-388-2.
- Saggi petrarcheschi, Fiesole, Cadmo, 2003. ISBN 88-7923-262-2.
- Petrarca, Bologna, Il Mulino, 2008. ISBN 978-88-15-12576-7.
- Le Canzoni di Dante, Bagno a Ripoli (FI), Le Lettere, 2017 (Quaderni degli studi danteschi, 18). ISBN 9788893660228

### Edizioni
- Dante Alighieri, Il convivio (con Fredi Chiappelli), Torino, UTET, 1986
- Francesco Petrarca, Il mio segreto, Milano, Mursia, 1992
- Francesco Petrarca, Il Canzoniere e I Trionfi, Roma, Salerno editrice, 1993
- Francesco Petrarca, Della mia ignoranza e di quella di molti altri, Milano, Mursia, 1999
- Francesco Petrarca, Canzoniere, Milano, Corriere della sera, 2004
- Francesco Petrarca, Rimedi all'una e all'altra fortuna, Napoli, La scuola di Pitagora, 2009
- Dante Alighieri, De vulgari eloquentia (con la collaborazione di Luciano Formisano e Francesco Montuori), Roma, Salerno editrice, 2012